# 戶畑區
戶畑区（日语：／ Tobata ku */?）是北九州市的7個行政区之一，為北九州市所有區中面積最小的一個。轄區範圍為過去戶畑市合併為北九州市之前的轄區。
全區面積中，有45%的部分屬於新日本製鐵八幡煉鋼廠的廠區。

## 歷史
在明治時代中期，人口約為3,000人，從1901年起，八幡煉鋼廠在相鄰的八幡地區開始營運之後，開始帶動了此地區的發展，之後陸續在1910年戶畑鑄物（現已併入日立金屬）、1914年旭硝子在此設廠，1921年八幡煉鋼廠也在戶畑設立廠區，促成了地區人口的快速增长，在1924年改制為市時人口已達38,000人，1947年則成長至67,000人，在合併為北九州市時的1963年，人口則到達最高峰，約有109,800人。

### 年表
- 1889年4月1日：實施町村制，現在的轄區在當時屬於：遠賀郡：戶畑村。
- 1899年6月10日：戶畑村改制為戶畑町。
- 1924年9月1日：戶畑町改制為戶畑市。[3]
- 1963年2月10日：戶畑市與門司市、小倉市、八幡市、若松市合併為北九州市。
- 1963年4月1日：北九州市成為政令指定都市，同時設置戶畑區。

## 交通

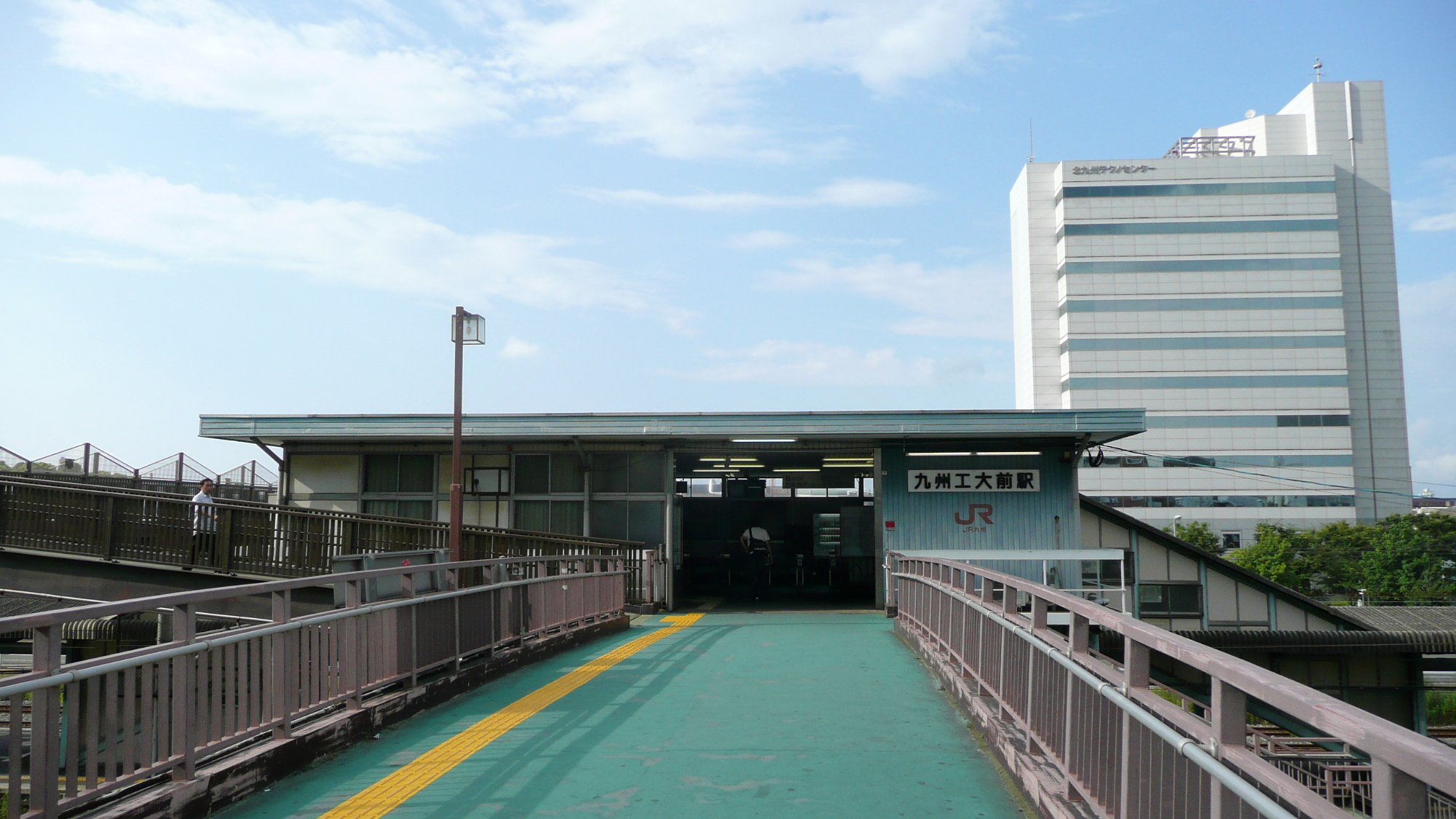
九州工大前車站

### 鐵路
- 九州旅客鐵道
  - 鹿兒島本線
    - 九州工大前車站 - 戶畑車站

#### 停駛路線
- 西日本鐵道
  - 北九州線（已於1985年10月20日停駛）

## 教育

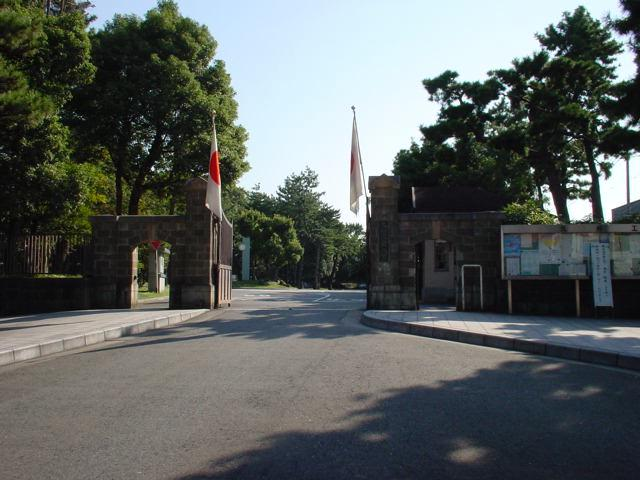
九州工業大學工學部正門

### 大學
- 九州工業大學工學部

### 高等學校
- 福岡縣立戶畑高等學校
- 福岡縣立響高等學校
- 福岡縣立戶畑工業高等學校
- 北九州市立高等學校
- 明治學園高等學校

## 觀光

### 特產
- 戶畑什錦麵